# Corrupció a Angola

Visió general de l'Índex de percepció de corrupció de 2010. La major percepció de corrupció és de color vermell i la menor, de blau fosc.

La corrupció a Angola és un fenomen omnipresent i sovint letal, que dificulta el creixement econòmic i els programes de liberalització patrocinats pel govern. Es diu que els nivells es deuen a la manca de controls i equilibris, capacitat institucional insuficient i una cultura d'impunitat.
Un informe de 2010 va descriure Angola amb greus problemes de corrupció en tots els nivells de la societat després d'aproximadament trenta anys d'inestabilitat i violència. Aquesta corrupció pren una varietat de formes, des del tràfic d'influències, el blanqueig de diners i el desfalc, fins al "saqueig sistemàtic dels actius estatals" i un sistema de "padrinatge" profundament arrelat. La corrupció i la mala gestió són especialment freqüents en les indústries extractives.
El 2015 un informe de vídeo de Nicholas Kristof del New York Times va declarar que, malgrat l'extraordinària riquesa petroliera d'Angola, la confiscació sistemàtica d'aquesta riquesa per membres d'una elit "espectacularment corrupta" amb estils de vida luxosos estava mantenint persones en la pobresa absoluta, privant als nens d'una educació adequada i atenció sanitària, i causant la taxa de mortalitat infantil més alta del món. Angola, va dir Kristof, és "el país més mortífer del món per als nens i, tanmateix, el govern acaba de reduir el pressupost sanitari en un 30%". Va demanar als governs occidentals que donessin ajudes a Angola i negociessin amb ella per prendre mesures contundents per tal d'acabar amb la corrupció endèmica del país.

## Índexs
El 2006 Transparència Internacional va classificar a Angola en el lloc 142 dels 163 països a l'Índex de percepció de corrupció just després de Veneçuela i abans de la República del Congo amb una qualificació de 2.2. L'any 2010 Angola es va situar en el lloc 168 (de 178 països) sobre l'Índex de Percepció de la Corrupció (CPI) de Transparència Internacional, que va rebre un 1,9 en una escala de 0 a 10. En l'índex mundial de governança del 2009 del Banc Mundial, Angola va rebre molt poca puntació en els sis aspectes avaluats de la governança. Tot i que la seva puntuació per a l'estabilitat política va millorar fins a 35,8 en 2009 (en una escala de 100 punts) del 19,2 en 2004, Angola va obtenir puntuacions especialment baixes per a la rendició de comptes, normes reguladores i estat de dret. La puntuació de la corrupció es va reduir des d'un nivell extremadament baix de 6,3 en 2004 a 5,2 en 2009.
Angola va ser classificada en el 161è lloc dels 179 països en el Índex de la Llibertat Econòmica de la Fundació Heritage, que va qualificar Angola com la setena economia menys lliure a l'Àfrica subsahariana i tenia una puntuació especialment baixa en llibertat per corrupció, amb 19 punts de 100 punts. En l'Índex Ibrahim de Governança Africana Angola va ocupar el lloc número 43 de 53 països de l'Àfrica subsahariana.
Angola es classificada en el lloc 47 dels 55 països en l'Índex de transparència del Revenue Watch Institute, puntuant 34 punts en una escala de 100 punts. Angola va anotar 26 punts de 100 en l'Open Budget Index, una gran millora respecte a la seva puntuació del 2004 del 3%, però una puntuació molt inferior a la de la majoria dels altres països enquestats, reflectint el fet que el govern proporciona molt poca informació al públic.
Juntament amb uns altres 15 països, Angola figura a la llista de vigilància de la Gran Corrupció de Global Integrity, que enumera les nacions amb salvaguardes perillosament dèbils contra la corrupció.

## Antecedents

### Informació general
Angola va obtenir la independència de Portugal el 1975, després es va sumir en la Guerra Civil angolesa entre la Unió Nacional per a la Independència Total d'Angola (UNITA) i el Moviment Popular per a l'Alliberament d'Angola (MPLA). Milions van morir abans de l'alto el foc de 2002. El president José Eduardo dos Santos ha dirigit un règim antidemocràtic des de 1979 fins 2017; en les primeres eleccions parlamentàries, que van tenir lloc el 2008, el governamental MPLA va obtenir més del 80% dels vots.
Entre els problemes persistents del país hi ha la pobresa, la pobra infraestructura, els camps minats abandonats per la guerra civil i la lluita per part de guerrillers que busquen alliberar la província de Cabinda al nord, tot i que es va signar un tractat de pau de 2006 amb els líders del Front d'Alliberament de l'Enclavament de Cabinda.

### Guerra freda
La premsa soviètica, tot i les estretes relacions entre Angola i la Unió Soviètica, va acusar al partit MPLA de clientelisme, corrupció i nepotisme acusant al govern d'acumular il·lícitament mil milions de dòlars. "Ogoniok" va dir que "la corrupció ha prosperat a una escala que no té precedents fins i tot a Àfrica... el partit governant a Angola ... sent pro-comunista per naturalesa, estava preparat per sacrificar tot i tothom".

### Angolagate
L'afer Miterrand-Pasqua, més conegut com a Angolagate, que es va dur a terme i es va descobrir al llarg dels anys noranta, i va portar a detencions i accions judicials en la dècada de 2000, va implicar una venda il·legal d'armes a Angola tot i l'embargament de les Nacions Unides, amb interessos comercials a França i en altres llocs obtenint indegudament una part dels ingressos petroliers d'Angola. Més de 40 individus, inclosos el fill de Francois Mitterrand i un exministre de l'Interior francès, van ser acusats de comerç d'armes il·legals, frau fiscal, malversació, blanqueig de diners i altres delictes.
Després que el govern francès arrestés Pierre Falcone, un dels principals d'Angolagate, el govern angolès va reaccionar negant-se a renovar una llicència a una petroliera francesa i, en canvi, va concedir la concessió a una empresa xinesa.

### Cas Costa
En abril 1999 Gustavo Costa, un periodista del diari Expresso, va escriure un article titulat A corrupção faz vítimas, acusant José Leitāo, el principal conseller presidencial, de malversar els cabals públics. La policia va arrestar Costa i el va acusar de difamação i injúria. El Tribunal Suprem d'Angola el va declarar culpable, sentenciant-lo a vuit mesos de presó, suspès per dos anys i una multa de 2.000 dòlars.

### Cas Marques
Rafael Marques de Morais, periodista i activista dels drets humans, va escriure: O baton da ditadura (El pintallavis de la dictadura), un article que critica la corrupció al govern d'Angola i a l'aleshores president d'Angola, José Eduardo dos Santos Santos, el 3 de juliol.
La Divisió d'Investigació Criminal Nacional (NCID) el va interrogar el 13 d'octubre algunes hores abans d'alliberar-lo. Més tard, aquest dia, Morais va fer una entrevista a Rádio Ecclésia i va repetir la seva crítica al govern dos Santos. Vint membres armats de la Policia d'Intervenció Ràpida el van arrestar juntament amb Aguiar dos Santos, l'editor d' Agora i Antonio José Freitas, reporter del personal d'Agora, sota el càrrec de difamació el 16 d'octubre de 1999. Marques va dir que dos Santos era responsable de la "destrucció del país ... per la promoció de la incompetència, malversació i corrupció com a valors polítics i socials."

### Banc Mundial
Al maig de 1999, el Banc Mundial va amenaçar amb retallar les ajudes a Angola si el govern no prenia mesures serioses per contrarestar la corrupció, començant per una auditoria de les indústries de petroli i diamants, les principals fonts d'ingressos d'Angola.

### Conclusions del FMI
L'any 2002 el Fons Monetari Internacional va trobar que el govern d'Angola no podia comptar amb més de 900 milions de dòlars l'any 2001 a causa d'"una extensa corrupció". Bestos de Almeida, portaveu del ministre d'Hisenda d'Angola, va negar qualsevol inconsistència financera. L'Índex de Percepció de la Corrupció (CPI) de Transparència Internacional (TI) per 2003 va considerar que els governs d'Angola i Zimbabwe eren els més corruptes a l'Àfrica Meridional. En una escala de 0 a 10 amb 0 el més corrupte i 10 el més transparent, TI puntuava Angola 1.8 i Zimbabwe 2.3, unes de les classificacions de corrupció més altes del món.

### Descobriments de HRW
En 2004 Human Rights Watch va descobrir que el govern no podia comptabilitzar els 4.000 milions de dòlars estatunidencs gastats entre 1997 i 2002. Human Rights Watch ha informat i el govern d'Angola ha admès posteriorment que 32.000 milions de dòlars estatunidencs en ingressos petroliers (una quarta part del PIB d'Angola) van desaparèixer entre 2007 i 2010 i no s'han pogut justificar. El 2010, un comitè d'investigació sobre la corrupció del Senat dels Estats Units va informar que, "Aguinaldo Jaime, que va exercir com a governador del Banc Nacional d'Angola entre 1999 i 2002, va iniciar una sèrie de sospitoses transaccions de 50 milions US $ amb bancs dels EUA. Per a cada intent, els bancs, preocupats sobre la probabilitat de frau, en última instància, va rebutjar la transferència o va retornar els diners poc després de rebre'ls. El govern no va poder comptabilitzar uns 2.400 milions de dòlars EUA durant el període de tres anys de mandat de Jaime com a governador del banc central.”

## Corrupció política

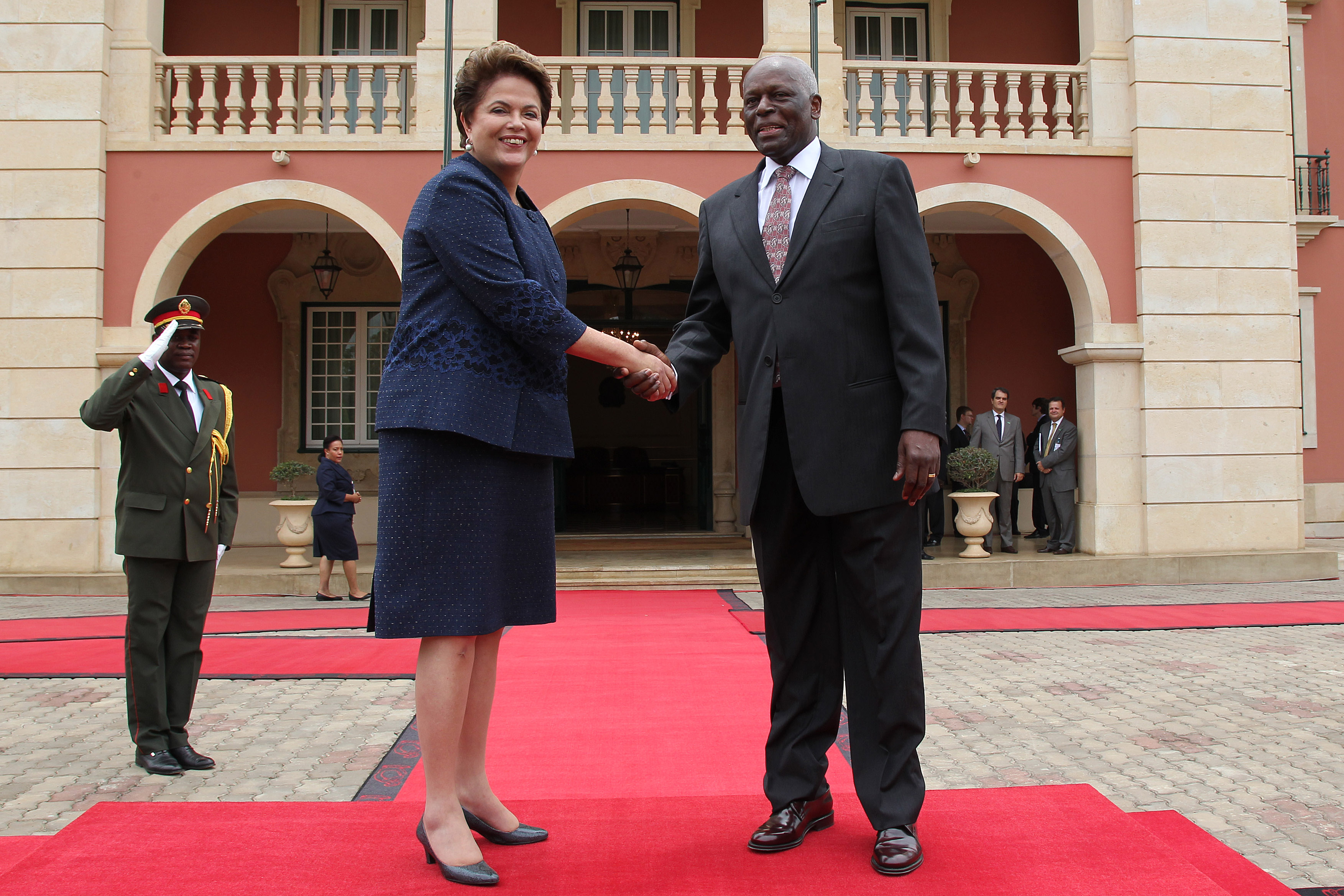
Presidents Jose Eduardo dos Santos i Dilma Rousseff

La Comunitat de Desenvolupament de l'Àfrica Meridional i la Comissió Europea han descrit les eleccions d'Angola com a generalment justes, però altres observadors han citat irregularitats i violència com a factors que fan que les eleccions siguin menys equitatives. El partit governant gaudeix de moltes avantatges durant les eleccions, i el finançament no té transparència.
Hi ha molt solapament, així com connexions íntimes, entre els càrrecs del govern d'alt nivell i les xifres empresarials a Angola. Això genera molts conflictes d'interès. A causa d'aquesta superposició, els inversors estrangers sovint són pressionats a associar-se amb empreses angoleses que són fronts per a funcionaris públics.
Els funcionaris públics angolesos exigeixen sovint suborns, coneguts com a gasosas. Els suborns són necessaris per accedir als serveis públics bàsics, com l'assistència mèdica, l'escolarització, el registre de vehicles i els permisos comercials. Els oficials de policia sovint extorsionen els pagaments en els llocs de control. Durant el 2010, 18 empleats de baix nivell del Banc Nacional d'Angola i el ministeri de finances van ser arrestats per malversar aproximadament 137 milions de dòlars.
Hi ha una gran corrupció al voltant del president, persones properes a ell controlen gran part de les operacions financeres extremadament no transparents del govern. Un informe de 2010 va identificar sectors clau de l'economia angolesa com a part d'un imperi comercial dirigit per persones íntimes presidencials. El fet que entre les 12 persones més riques d'Angola hi hagi la filla del president, els principals ministres del govern i els membres del partit de govern reflecteixen la centralitat de la corrupció al país.

### President
L'ex-president d'Angola, José Eduardo dos Santos, ha estat acusat de crear un dels entorns governamentals més corruptes a l'Àfrica ignorant les necessitats quotidianes i les preocupacions dels ciutadans i, en canvi, centrar-se en acumular una fortuna massiva per a ell i la seva família i aixafar totes les polítiques oposició.
Tot i que Dos Santos ha estat elogiat pel seu paper en la independència del país i la seva promoció pública per la pau i la democràcia, la seva família i els seus parents tenen una fortuna massiva, mentre que la mitjana ciutadana angolesa viu amb menys de 2 $ al dia.
Dos Santos esdevingué veritablement ric durant i després de la guerra civil angolesa, quan va començar a reunir els actius a un nivell sorprenent. Quan es va fer un alto el foc el 2002, Dos Santos ja havia pres el control de diverses empreses i indústries clau durant el període posterior en què es privatitzaven parts de l'economia. Posteriorment, va contractar adquisicions similars de gran part de les indústries extractives del país.
Finalment, la legislatura angolesa va declarar il·legal que el president tingués interessos financers a les empreses. Com a resposta, Dos Santos suposadament va acordar que la seva filla controlés bona part de les seves participacions financeres en aquestes empreses i rebés les compensacions i actius que l'havien beneficiat anteriorment. Dos Santos va començar a prendre decisions de control en les empreses amb l'ús del pressupost del govern i va disposar un sistema de "pilotades" per fer possible l'adquisició. Es creu que posteriorment va arribar a tenir un control indirecte de més empreses i obtingué els beneficis a través de representants.
Des del 2002 fins al 2012, el pressupost públic d'Angola va créixer fins a més de 69.000 milions de dòlars l'any 2012 gràcies als ingressos constants del petroli. El Fons Monetari Internacional va informar que 32.000 milions d'aquests ingressos havien desaparegut de la comptabilitat del govern. Finalment, es va fer un seguiment i només es va trobar que es va utilitzar per a "activitats quasi fiscals" sense més explicacions.
El juny de 2016, el president dos Santos va nomenar la seva filla com a directors de la petroliera estatal, Sonangol. El nomenament va ser impugnat pel fet que viola les lleis de probitat pública d'Angola. Els polítics de l'oposició i els crítics van declarar això com els intents de dos Santos de convertir-se en "rei" d'Angola. S'ha observat que posant la seva filla en una posició tan destacada assenyala la probabilitat de la seva intenció d'entrar a la política quan el govern del president Dos Santos s'acabés. La Cort Suprema d'Angola va acceptar el cas a l'octubre, marcant la primera vegada que un tribunal ha escoltat cap cas contra el president des del mandat de dos Santos. Bloomberg va assenyalar que Sonangol planejava una important reestructuració a causa de la pressió del mercat extern sobre el petroli, i que dos Santos volia que algú en qui confiava plenament en la responsabilitat de la reestructuració per assegurar els interessos de la seva família.

### José Filomeno dos Santos
L'any 2013, el president dos Santos va nomenar al seu fill gran, José Filomeno dos Santos, cap del fons d'inversió sobirana d'Angola, a càrrec de més de 5.000 milions de dòlars.

### Impostos i costums
Les lleis fiscals rarament s'apliquen d'una manera justa i uniforme, i els funcionaris fiscals gaudeixen de poders discrecionals amplis en la interpretació de les lleis fiscals. Les empreses són pressionades per oferir suborns als funcionaris fiscals a l'hora d'importar béns.

### Sistema de contractació
El sistema de contractació i licitació pública està corrupte, degut a lleis de contractació no adequades. Les lleis de licitació són àmpliament trencades i abusades, i les pràctiques de compra són ineficients. Els funcionaris d'alt nivell reben suborns significatius de les empreses a canvi de contractes, i els usuaris privilegiats gaudeixen de preferència en l'adjudicació de contractes.

### Rentat de diners
En el que s'ha anomenat "una diplomàcia de la corrupció", Portugal actua com a intermediari per a l'elit governamental angolesa, paper que les elits portugueses gaudeixen, d'acord amb una font, perquè creuen que Angola els ho deu per haver desmantellat el seu imperi.

### Poder Judicial
El poder judicial s'ha tornat cada vegada més corrupte. Els recursos són escassos, els jutges són polititzats i les decisions judicials no són objectives. El sistema és insuficient, ineficient i mancat de recursos i independència política.
El president té el poder de nomenar jutges, molts dels quals són membres actius del partit governant. Un informe afirma que no hi ha una separació real de poders entre les branques executiva, legislativa i judicial.
A més de ser sobrecarregats i descoratjats, els tribunals són molt corruptes, i la majoria dels tribunals municipals ni tan sols són operatius, obligant els ciutadans a recórrer a sistemes judicials informals i tradicionals.

## Corrupció als negocis

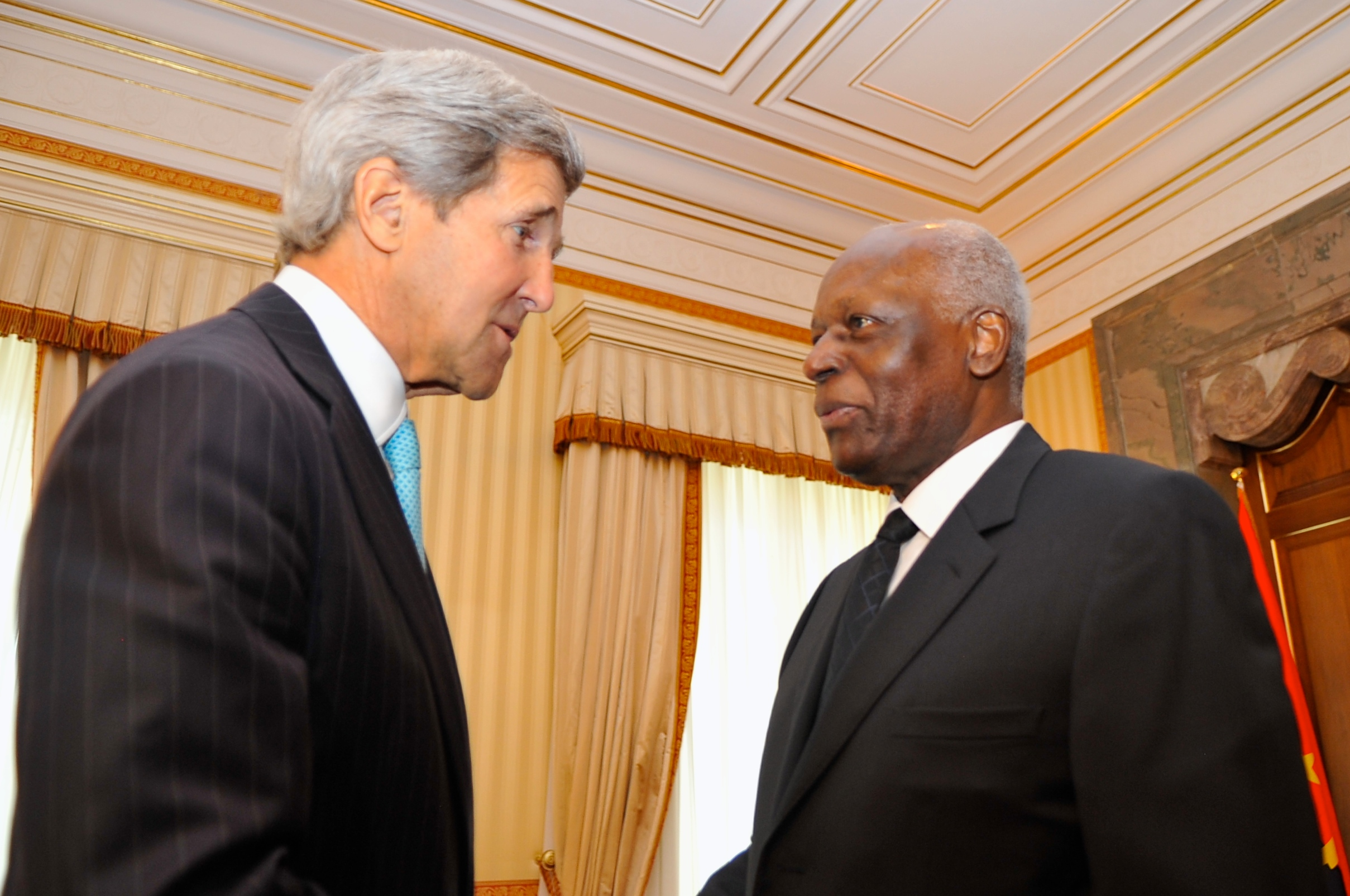
John Kerry amb Jose Eduardo Dos Santos

L'entorn empresarial d'Angola ha estat qualificat com "un dels més difícils del món" gràcies en gran part a "la corrupció generalitzada i els procediments burocràtics molestos" que porten a les empreses a oferir suborns i pagaments de facilitació. Sovint els inversors estrangers són pressionats a associar-se amb empreses angoleses. Sovint són organitzacions propietat de titulars del govern.
Les pràctiques empresarials típiques d'Angola són una joint venture amb l'empresa francesa Thales Group que va beneficiar personalment a l'ambaixador d'Angola a França i al cap de la petroliera estatal, tot i que ambdós homes van ser impedits per la llei d'arribar com a tals a un acord.
Més d'un 46% de les empreses enquestades per l'enquesta del Banc Mundial i IFC Enterprise de l'any 2006 prediuen que els suborns pagats "faciliten les coses", mentre que el 36% diu que la corrupció era un impediment important per fer negocis. La promoció en 2003 de la Llei de l'Emprenedor Privat angolesa atorga un tracte preferencial a les empreses angoleses en contractes públics.

### Frau financer al BNA
En el frau financer més gran d'Angola fins llavors, el Banc Central d'Angola (també conegut com a BNA) va ser la ubicació d'un suposat cas de frau d'uns 160 milions de dòlars transferits a comptes a l'estranger l'any 2009. Es van descobrir diverses transferències de diners del compte de tresoreria d'Angola al Banco Espírito Santo a Londres per comptes bancaris a l'estranger controlats pels sospitosos. Quan el projecte de llei va assolir els valors mínims del BNA, va ser el mateix BES London qui va advertir a les autoritats d'Angola sobre les successives emissions de diners. El cas del frau va ser revelat pel diari portuguès Diário de Notícias el juny del 2011. Alguns empleats clau del Ministeri de Finances d'Angola i el BNA de Luanda van ser sentenciats a fins a vuit anys de presó el 2011. Encara hi ha investigacions a Portugal i Angola.

### Mineria de diamants i petroli
Els sectors petroliers i miners tenen un risc especialment alt per la corrupció. El petroli representa més de la meitat del PIB nacional i el 80% dels ingressos públics. També hi ha hagut millores importants en infraestructures. Malgrat el creixement, però, la gran majoria dels angolesos continuen sent pobres. Tot i que els elevats preus del petroli de la postguerra han enriquit el tresor angolès, també han proporcionat grans possibilitats de corrupció. Els funcionaris han utilitzat la seva autoritat sobre les reserves de petroli per enriquir-se i enfortir el seu poder. Entre 1996 i 2004, s'han perdut més de mil milions de dòlars anuals en ingressos petroliers.
El petroli d'Angola està controlat pel grup estatal Sonangol, els procediments de la qual i la seva relació amb el govern són obscurs i complexos, i gran part dels seus ingressos es destinen a l'elit governamental a través de comptes offshore. Sonangol és molt pobre denunciant la corrupció. Els empleats no estan capacitats per evitar la corrupció i els denunciants no estan segurs de les represàlies. Tanmateix, s'ha aconseguit avançar en determinades àrees. L'empresa publica regularment els seus rebuts per vendes de petroli, per exemple, i ha estat més transparent en la seva licitació de concessions.
Segons els informes, els sistemes de padrinatge van canviar de pagaments directes amb ingressos fins a utilitzar la influència de les empreses en les ofertes de contractes de plataformes i superar l'estat mentre concedien suborns. La informació que es publica sobre ingressos de diamants no és tan detallada com és el cas dels ingressos petroliers. El paper creixent de la Xina en la producció de petroli d'Angola exacerba les preocupacions de transparència que envolten aquesta indústria, encara que hi ha indicis que la Xina voldria implementar la UNCAC. Segons les Nacions Unides, els ingressos per petroli representen el 80% dels ingressos d'Angola, però només beneficien a l'1% de la població.

## Corrupció als mitjans
Tot i que la llei de premsa aprovada el 2006 va acabar amb el monopoli del govern a la televisió, encara és propietari de la principal emissora de televisió, així com l'única premsa diària i emissora de ràdio del país, i la primera estació de televisió privada, establerta el 2008, és propietat d'un empresa amb vincles estrets amb el president. La interferència del govern i l'amenaça d'acomiadament o empresonament segueixen obstaculitzant la independència mediàtica, igual que les lleis de secret del país, que poden ser utilitzades per processar periodistes d'investigació.

## Esforços contra la corrupció
L'Oficina del Defensor del Poble es va formar el 2005, però es considera que és políticament influenciada, i només pot fer recomanacions, que aparentment el govern no es pren seriosament. L'oficina no sembla haver realitzat cap investigació seriosa i els seus informes no es fan públics.
El Tribunal de Comptes, el director del qual és escollit pel president, és l'encarregat d'auditar comptes governamentals. Sobre el paper té poders considerables, però encara no ha fet una diferència significativa.
Angola és signatària de la Convenció de la Unió Africana per a la Prevenció i Lluita contra la Corrupció i la Convenció de les Nacions Unides contra la Delinqüència Organitzada Transnacional, però no les ha ratificat. El 2006, va ratificar la Convenció de les Nacions Unides contra la Corrupció, i el 2004 es va unir al African Peer Review Mechanism. No obstant això, Angola encara no ha signat la Iniciativa de Transparència en les Indústries Extractives.
El president dos Santos va defensar públicament l'enfocament de "zero tolerància" contra la corrupció el 2009, però els esforços continuen sent febles. Les lleis estan obsoletes i disperses, amb lleis vigents que prohibeixen la corrupció, tot i que el suborn de funcionaris estrangers encara era legal en 2008. Una llei de 1996 preveia l'establiment d'una agència per combatre la corrupció, però no s'ha fet res en aquest front. L'esforç contra la corrupció continua sent insuficient, amb institucions anticorrupció que estan poc desenvolupades, manquen de recursos, són insuficientment competents i estan subjectes a interferències polítiques.
A partir de 2010, el govern va començar a implementar programari de gestió financera per fer un seguiment de tots els ingressos i despeses de l'Estat. La Llei de Probitat Pública de 2010 estableix que tots els funcionaris públics han de declarar la seva riquesa, però la informació declarada segons aquesta llei no es fa pública. La Llei contra el blanqueig de diners i de finançament del terrorisme de 2010 preveu fins a 24 anys de presó, pretén lluitar contra el blanqueig de capitals i el Banc Central d'Angola té la tasca de prevenir i destapar el blanqueig de diners. La Llei d'accés a documents administratius de 2002 garanteix l'accés del públic als documents oficials, però es cancel·la àmpliament per la Llei de secrets estatals de 2002, que normalment s'utilitza per evitar la divulgació de la informació. També hi ha un públic Llei d'adquisicions, aprovada el 2010, però es considera essencialment sense sentit. Un codi penal de 2011 també criminalitza de manera indirecta la corrupció del govern. La Llei de crims contra l'economia criminalitza l'extorsió i la corrupció activa i "passiva".
Un informe de gener de 2016 va declarar que malgrat la promesa de "tolerància zero" del president dos Santos, encara no s'ha produït cap arrest significatiu. L'informe va afegir que les accions de dos Santos van indicar que utilitza aquesta política per dirigir-se a crítics contra el govern. L'informe va assenyalar que mentre dos Santos havia demanat milers de milions de dòlars a Nigèria per ajudar el seu país a afrontar temps difícils, Nigèria es va dirigir als Emirats Àrabs Units per recuperar els milers de milions que havia invertit.
L'informe va assenyalar que si dos Santos fos seriós amb la corrupció, faria el mateix. Però no és seriós, continuava l'informe, perquè la lluita contra la corrupció eliminaria la font del seu poder. Mentre que Muhammadu Buhari busca reformar l'entorn corrupte de Nigèria, Dos Santos busca mantenir la corrupció al seu lloc independentment del cost pel país.
El FMI ha promogut la reforma anticorrupció a Angola, i el 2009 va signar un acord per millorar la rendició de comptes en relació amb els ingressos per petroli. L'administració Obama també ha demanat repetidament una major transparència en les indústries extractives. A més, hi ha indicis positius que la Xina, que és el principal soci comercial d'Angola, està a punt de ratificar la Convenció de les Nacions Unides contra la corrupció. El 2011, la Xina va criminalitzar el suborn de funcionaris estrangers.
Les organitzacions de la societat civil que se centren en la corrupció són petites i febles i s'enfronten a represàlies governamentals. Un activista que investigava qüestions de transparència per Global Witness va ser arrestat el 2007 i acusat de delictes contra la seguretat de l'estat.